# 聚（2-羟乙基甲基丙烯酸酯）
聚(2-羟乙基甲基丙烯酸酯) (pHEMA) (英語：Polyhydroxyethylmethacrylate)是一种可以在水中形成水凝胶的聚合物。 以甲基丙烯酸2-羟乙酯(HEMA)为单体, 过硫酸铵和焦亚硫酸钠(APS/SMBS)为催化剂, 二甲基丙烯酸三乙二醇酯 (TEGDMA) 作为交联剂生成的。这种材料是由Drahoslav Lim和奧托·威胥特利发明的，他们二人一起成功地制备了这种交联凝胶，可吸收高达40%的水，并具有合适的机械性能和透明性。他们于 1953 年为这种材料申请了专利。因可以作为人工晶状体的特点而用于隐形眼镜的材料。